# 미우라 료스케
미우라 료스케(일본어: 三浦 涼介 みうら りょうすけ[*])는 일본의 배우 겸 가수이다. 

## 내력
일본인 배우 아버지 미우라 코이치와 뉴질랜드 백인과 일본인의 혼혈 어머니 쥰 아리스 부부에게서 태어났으며 삼형제 중 막내 아들이다. 둘째형 미우라 코우타도 배우로 활동중이다.

## 인물
고소공포증이 있다.
2019년 6월 20일 모친상을 당했다.

## 출연작

### TV 드라마
- 가면라이더 오즈 - 앙크 / 이즈미 신고 역

## 영화
- 가면라이더X가면라이더 오즈&더블 feat.스컬 MOVIE 대전 CORE - 앙크 역
- 극장판 가면라이더 오즈 WONDERFUL 장군과 21개의 코어 메달 - 앙크 / 이즈미 신고 역
- 가면라이더X가면라이더 포제&오즈 MOVIE 대전 MEGAMAX - 앙크 역
- 가면라이더 오즈 10th 부활의 코어메달 - 앙크 역
- 바람의 검심 최종장: 더 파이널 - 사와게죠 쵸 역